# Кодекс Тудела

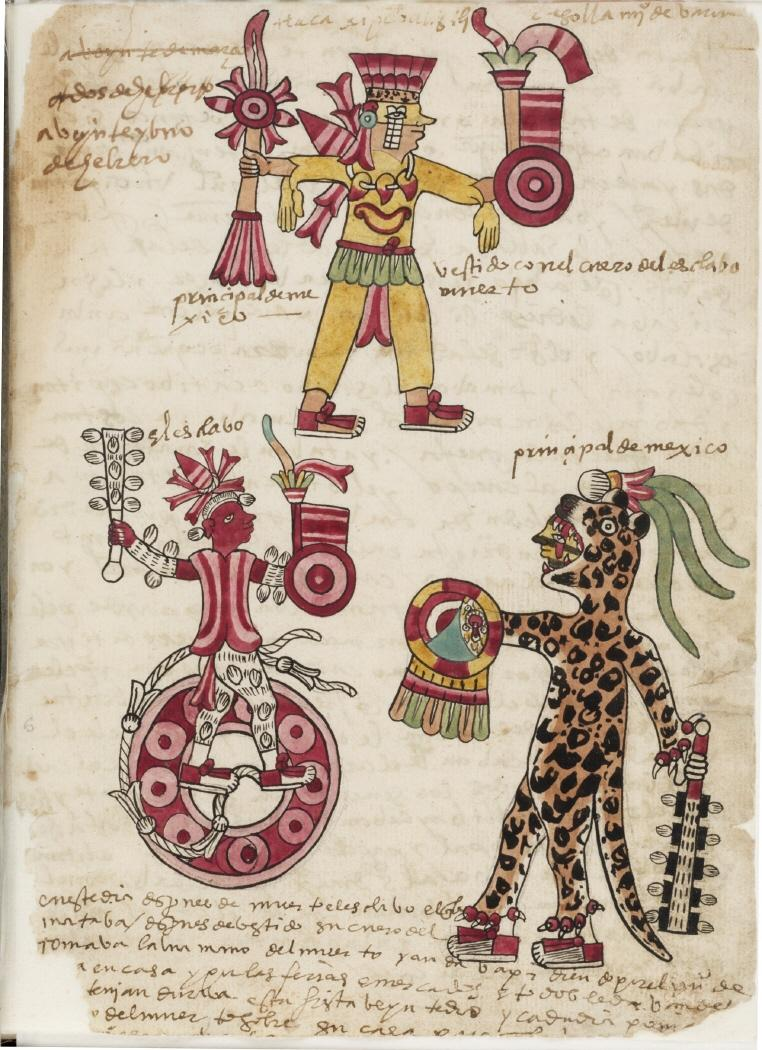
Кодекс Тудела (уривок)

Кодекс Тудела (Códice Tudela) — один з ацтекських кодексів-рукописів, написаний піктографічними письменами ацтеків з коментарями іспанською мовою. Дістав назву на честь ченця Хосе Тудела. Інша назва — «Кодекс музею Америки». Входить до Групи Мальябекіано. Зберігається у Музеї Америки в Мадриді.

## Історія
На думку дослідників створено У 1540—1554 роках, в перші десятиріччя колоніального панування іспанців у Мексиці. Невідомі місце та автори рукопису. Відповідно до досліджень вважається, що у кодексу було декілька авторів — ацтеків-tlacuiloque (одного у традиційному стилі, другого під впливом принципів відродження) та іспанці-коментатори. У XVII ст. привезено до Іспанії Педро де Кастро Салазаром. Згодом зберігалося у м. Ла-Корунья у родині Мінгьєс, нащадками Салазара.
У 1947 році манускрипт представлено Хосе Туделом, заступником директора Музею Америки, на Міжнародному конгресі американістів у Парижі. Потім придбано Міністерством національної освіти Іспанії за 55 250 песет. У 1948 році поміщено до фондів Музею Америки під № 70400.

## Опис
Зроблено з європейського паперу із застосуванням переважно європейських і дещо менше ацтекських традиційних фарб. Розмір становить 15,5×21 см, загальною площею 18×25 см. Спочатку складався зі 125 сторінок, проте з 5 до 10 сторінки було втрачено, тому тепер — 119. Кодекс складається з 3 частин.

## Зміст
Кодекс за своєю сутністю має ритуальний і календарно-етнографічний характер.
Перша частина присвячена ацтекській релігії з відповідними малюнками. Тут представлено у деталях священний календар (тональпоуаллі).
Друга частина містить пояснення іспанською мовою до малюнків першої частини.
Третя частина містить портрети міфічних та реальних великих жерців Головного храму Теночтітлану.